# Ridgeway (Wirginia)
Ridgeway – miasto w Stanach Zjednoczonych, w stanie Wirginia, w hrabstwie Henry.